# Sabino
Sabino(Sabinês:Nobisa) é um município brasileiro do estado de São Paulo. Sua população estimada em 2004 era de 5.146 habitantes.

## História
No ano de 1904, o Sr. Antônio Sabino Pereira, proprietário da Fazenda Santa Cruz, passa a sua fazenda para os seus 4 filhos: Isaltina Pereira de Franchi, Isaura Pereira Castilho, Antônio Sabino de Castilho Pereira e Adelino de Castilho Pereira. 
Isaltina, residindo na Itália, vendeu sua parte da propriedade para o seu irmão, Antônio Sabino de Castilho Pereira.
O Sr. Adelino, sendo formado em Direito na Faculdade de Direito da Universidade de São Paulo, na capital, foi exercer a profissão de advogado nas cidades de Novo Horizonte, Lins e São Paulo. Na capital, foi Assessor Jurídico do Estado junto ao Supremo Tribunal Federal. Por não estar mais na região, não tendo tempo para cuidar da sua parte da Fazenda Santa Cruz que lhe pertencia, em 1927, Adelino resolveu dividi-la em lotes e vender para os desbravadores e trabalhadores que foram atraídos pelas terras férteis da região.
Começa a surgir então uma pequena vila, denominada Vila Sabino, em homenagem aos pioneiros da história.
Reconhecendo o mérito do núcleo formado, o governo assinou o Decreto nº 66.556, de 13 de julho de 1934, tornando Vila Sabino um distrito do município de Lins, passando a se chamar simplesmente Sabino em 04 de maio de 1940, pelo Decreto Estadual nº 2.104.
O Sr. Antônio Sabino de Castilho Pereira, sentindo a necessidade imperiosa de incentivar a rápida formação de um núcleo residente, com o objetivo de atrair pessoas de outros municípios para a comunidade, alcançou o seu objetivo, construindo a primeira serraria e cerâmica no local, respectivamente Serraria São João e Cerâmica Santo Antônio. 
A Serraria São José, possuindo todo o maquinário necessário para uma grande produção, tinha como contador o Sr. Elio Antunes e como gerente geral Frederico Peverari, que também era o Juiz de Paz do distrito. Mantinham grande estoque de madeiras utilizadas comercialmente em outras cidades, mas eram usadas principalmente no vilarejo, onde eram utilizadas na construção das casas dos trabalhadores. Desdobrando troncos seculares, vão as serras da Serraria São José aparelhando caibros, vigotas, tábuas e muitas outras peças, que iriam concorrer para o progresso e o bem estar de diversas populações.
A Cerâmica Santo Antônio, que fabricava telhas do sistema francês, colonial e paulista, tinha sua matéria-prima retirada de jazidas as margens do Rio Tietê. Como não havia energia elétrica, as máquinas eram movidas por locomóvel a vapor. As telhas ali produzidas foram consideradas as melhores da região e cobriam centenas e centenas de vivendas em toda a extensão do Noroeste, bem como muitas outras de outros centros, mesmo da Capital do Estado, graças a sua excelente qualidade. Vale ressaltar que uma parte das telhas da Cerâmica Santo Antônio foram doadas para a construção da Escola de Sabino.
O processo de emancipação de Sabino iniciou-se em 1948.
Sabino foi elevada à categoria de município pela Lei 2.456, de 30 de dezembro de 1953, obtendo total autonomia da cidade de Lins em 20 de janeiro de 1954.
A energia elétrica só chegou ao vilarejo por volta de 1956 e 1957.
Gradativamente, muitas famílias se instalaram no vilarejo, contribuindo para a povoação local, trazendo seu trabalho, produto este que representa o bem estar da coletividade. Sendo elevado o número de famílias que merecem uma citação especial na vida do Município, não devemos faze-los, pois fatalmente muitas ficariam no esquecimento, e assim procedendo poderíamos chama-las de "heroínas anônimas do passado", por saberem construir alicerce forte nesta povoação.

## Demografia
Dados do Censo - 2000
População total: 4.951
- Urbana: 4.090
- Rural: 861
- Homens: 2.472
- Mulheres: 2.479

Densidade demográfica (hab./km²): 15,88
Mortalidade infantil até 1 ano (por mil): 10,77
Expectativa de vida (anos): 74,21
Taxa de fecundidade (filhos por mulher): 2,35
Taxa de alfabetização: 88,12%
Índice de Desenvolvimento Humano (IDH-M): 0,792
- IDH-M Renda: 0,704
- IDH-M Longevidade: 0,820
- IDH-M Educação: 0,852

(Fonte: IPEADATA)

## Geografia
Está localizada a uma latitude 21º27'35" sul e a uma longitude 49º34'42" oeste, estando a uma altitude de 412 metros. Possui uma área de 312,57 km².

### Idioma
A cidade de Sabino possui o seu próprio idioma, a Língua Sabinesa, que nada mais é do que falar tudo ao contrário (inverte-se as sílabas, mas não as letras). Ainda é incerta a origem desse idioma), mas sabe-se que ele é passado de geração em geração.
Os 5 mil habitantes da cidade se comunicam em sabinês entre si, fazendo com que as pessoas que não são da cidade não entendam o que eles estão falando. O idioma é usado em tudo no cotidiano dos moradores da cidade: no comércio, nas escolas e na conversa dos moradores da cidade. O programa Domingo Espetacular citou o idioma em uma de suas reportagens. Acredita-se que o idioma atraia para o município turistas, querendo aprendê-lo.

## Infraestrutura

### Comunicações
O sistema de telefones automáticos foi inaugurado na cidade em 1977 pela Telecomunicações de São Paulo (TELESP), que também implantou o sistema de discagem direta à distância (DDD) em 1986 com o código de área (0145). Anteriormente a cidade era atendida pela Companhia de Telecomunicações do Estado de São Paulo (COTESP).
Na década de 90 o código DDD da cidade foi alterado para (014), para padronização do sistema telefônico com a telefonia celular que estava sendo implantada em todo o estado.

## Economia
A agricultura e pecuária são as principais fontes de renda do município, onde se destaca o cultivo de tomate, pimentão, pepino e cana-de-açúcar.

## Turismo
Cidade turística localizada às margens do Rio Tietê, a aproximadamente 450 km da capital do estado, com balneário público, onde se realizavam vários eventos, como festas populares igual ao Carnaval, com públicos de aproximadamente 3.500 pessoas por dia. Umas das festas que mais se destacavam na cidade é o Carnaval e o Rodeio realizado em outubro. Em algumas épocas do ano, podemos presenciar a chegada de vendedores vindos do Brás, que transformam a praia municipal em uma feira, onde há grande variedades de roupas, brinquedos e acessórios. A praia às margens do Rio Tietê é o cartão postal da cidade, que tem cinco mil habitantes, mas em Sabino, a principal atração está na boca do povo. Um dialeto único, que é falado só lá.

## Religião
O Cristianismo se faz presente na cidade da seguinte forma:

### Igreja Católica
- A igreja faz parte da Diocese de Lins.[10]

### Igrejas Evangélicas
Entre as igrejas protestantes históricas, pentecostais e neopentecostais, encontram-se na cidade:
- Assembleia de Deus Ministério do Belém.[12][13]
- Congregação Cristã no Brasil.[14]